# Kalakan (huyện)
Kalakan là một huyện thuộc tỉnh Kabul, Afghanistan. Dân số thời điểm năm 1999 là 32,695 người.